# Alfred Marshall

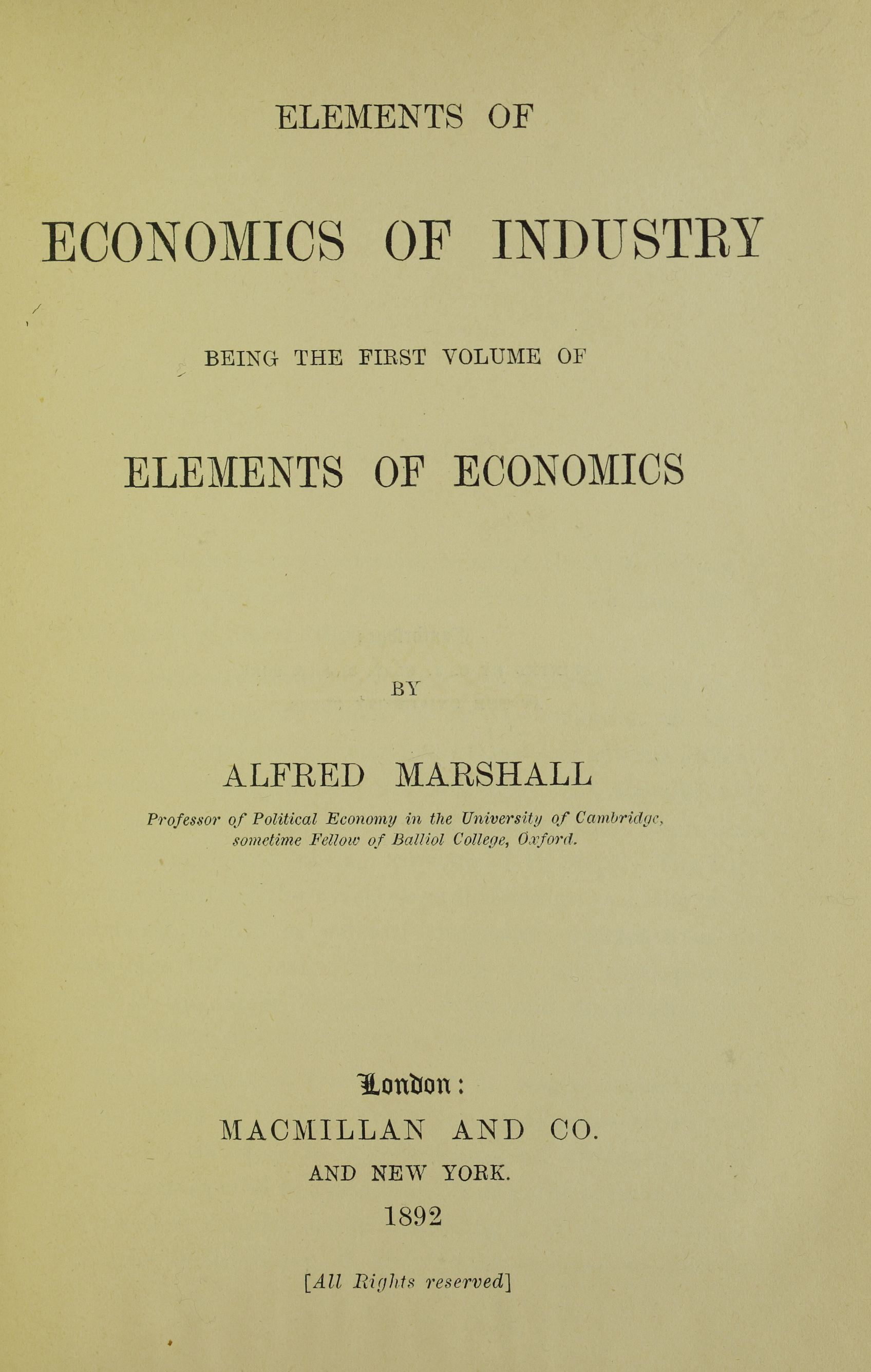
Elements of economics of industry, 1892

Alfred  Marshall (Londres; 26 de julio de 1842-Cambridge; 13 de julio de 1924) fue un economista británico. Nació en Clapham, hijo de William Marshall, cajero en el Banco de Inglaterra, y Rebeca Oliver. Como profesor, ejerció una gran influencia sobre los economistas de su época. Su mayor contribución a la Economía fue sistematizar las teorías económicas clásicas y el desarrollo del concepto de utilidad marginal. Subrayó la importancia del análisis minucioso y la necesidad de adecuar las teorías a los nuevos acontecimientos. Es considerado uno de los antecesores de la economía del bienestar.[fuente requerida] Entre sus obras destacan Principios de Economía (1890) e Industria y comercio (1919).
Empezó sus estudios, de letras y lenguas clásicas, en la Merchant Taylor's School. En 1861 ingresó en Saint John's College, en el Reino Unido. Su interés por la filosofía le llevó a tomar lecciones de ética. Tras obtener una beca especial para estudiar ciencias en 1868, se matriculó en Economía política (ver Economía clásica), ciencia a la que posteriormente él mismo denominó Economía. En 1875, viajó a EE. UU. para estudiar los efectos de los aranceles en una economía. Al volver a Inglaterra fue director del University College de Bristol, cargo del que dimitió en 1881. Después estuvo un año en Italia y volvió a la universidad en 1882 como catedrático.

En el curso 1883-1884 se trasladó al Balliol College de la Universidad de Oxford para ser profesor de economía política, en sustitución del fallecido Henry Fawcett. Desde 1885 dio clases de Economía política en la Universidad de Cambridge hasta su jubilación en 1908. Convirtió Cambridge en la principal facultad de economía de los países de habla inglesa, y tuvo como discípulos a importantes economistas, como Pigou o Keynes. Influyó además a Vilfredo Pareto.
Su labor como profesor se basaba en las teorías de Ricardo y Stuart Mill complementadas con las aportaciones marginalistas, especialmente las de Léon Walras, Jules Dupuit y Stanley Jevons, conciliando las teorías ricardianas con las del marginalismo, formando así las bases de la escuela neoclásica. De espíritu abierto, con una sólida formación matemática, histórica y filosófica, introdujo en sus enseñanzas las críticas a la Escuela Clásica inglesa (principalmente, Adam Smith, David Ricardo, Thomas Malthus y Stuart Mill) procedentes del historicismo alemán y del socialismo, así como también de la escuela marginalista.
En 1889 sirvió como presidente en el primer día del Congreso de las Cooperativas.
En 1890 publicó su obra capital, Principios de economía, que durante muchos años fue el principal libro de economía de todo el mundo. En el primer volumen de la obra compaginó conceptos de la economía clásica como riqueza, producción, trabajo, capital o valor con aportaciones de la escuela marginalista como utilidad y utilidad marginal. A los agentes de la producción (tierra, trabajo, capital) añadió un nuevo factor, el de la organización industrial.
En el segundo volumen realizó una exposición del funcionamiento de los mercados, un análisis de oferta y demanda y expuso su teoría del equilibrio parcial, de la formación de la oferta, la incidencia de los monopolios y la distribución de la riqueza nacional. Los problemas más destacados que analizó fueron el de la formación de los precios y la distribución de la renta.
En el primer caso estableció como determinantes del valor de un bien tanto el coste de producción como la utilidad. A partir del valor del bien, la formación de los precios vendría dada por la confluencia de la oferta y la demanda; la primera, determinada por los costes de producción, y la segunda, por la utilidad marginal. También estableció una relación entre precio y cantidad demandada cuya sintaxis gráfica (curvas de oferta y de demanda) sigue vigente hoy día.